# Martín Muñoz de las Posadas
Martín Muñoz de las Posadas ist ein Ort und eine Gemeinde (municipio) mit 249 Einwohnern (Stand: 2024) in der zentralspanischen Provinz Segovia in der Autonomen Region Kastilien-León. 

## Lage und Klima
Martín Muñoz de las Posadas liegt in der kastilischen Meseta in ca. 890 m Höhe ungefähr 38 Kilometer (Fahrtstrecke) westnordwestlich der Provinzhauptstadt Segovia. Das Klima ist gemäßigt bis warm; Regen (48 mm/Jahr) fällt mit Ausnahme der trockenen Sommermonate übers Jahr verteilt.

## Bevölkerungsentwicklung
| Jahr      | 1970 | 1981 | 1991 | 2001 | 2011 | 2021 |
| Einwohner | 925  | 677  | 608  | 499  | 373  | 277  |

## Sehenswürdigkeiten

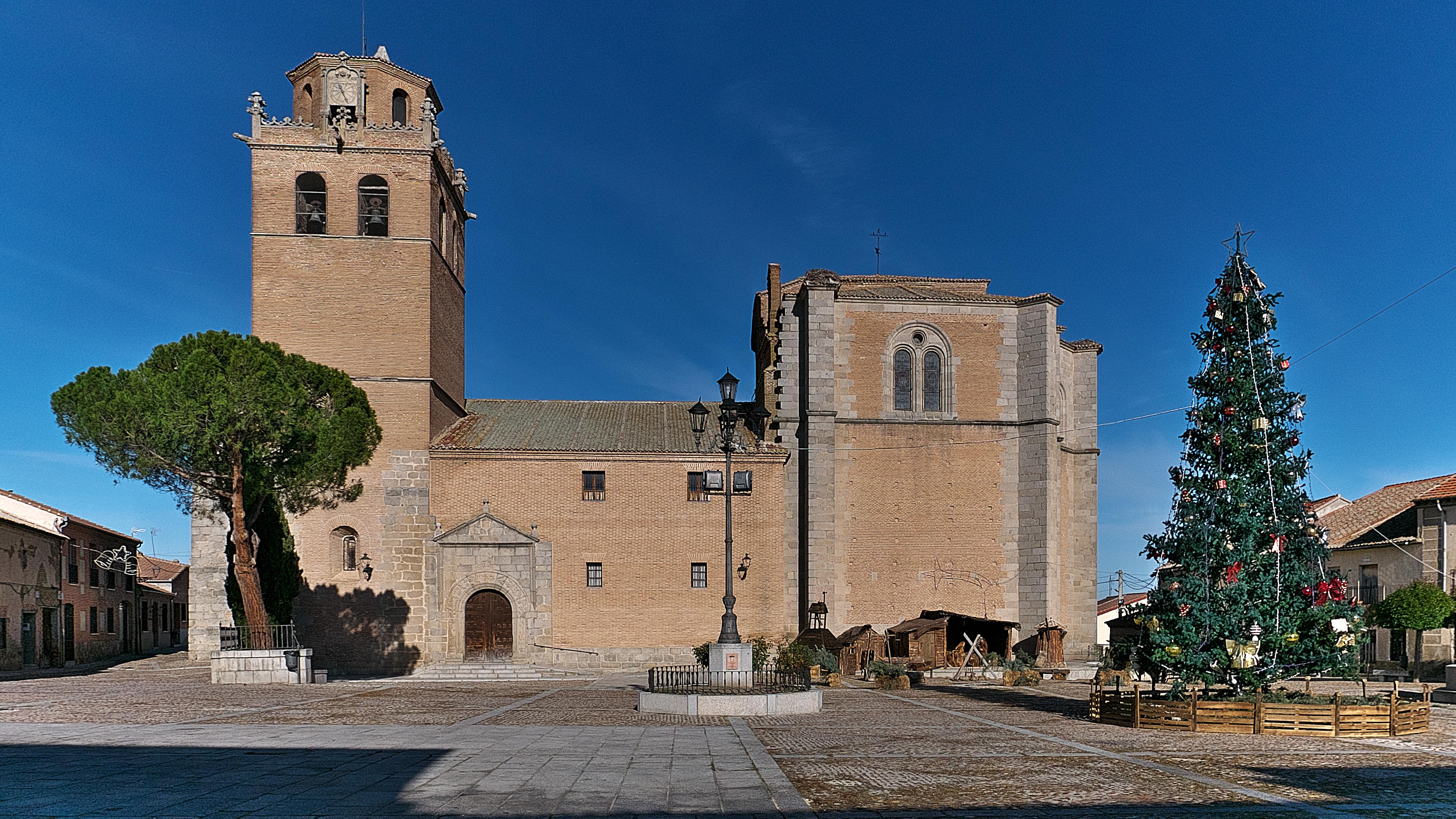
Kirche Mariä Himmelfahrt
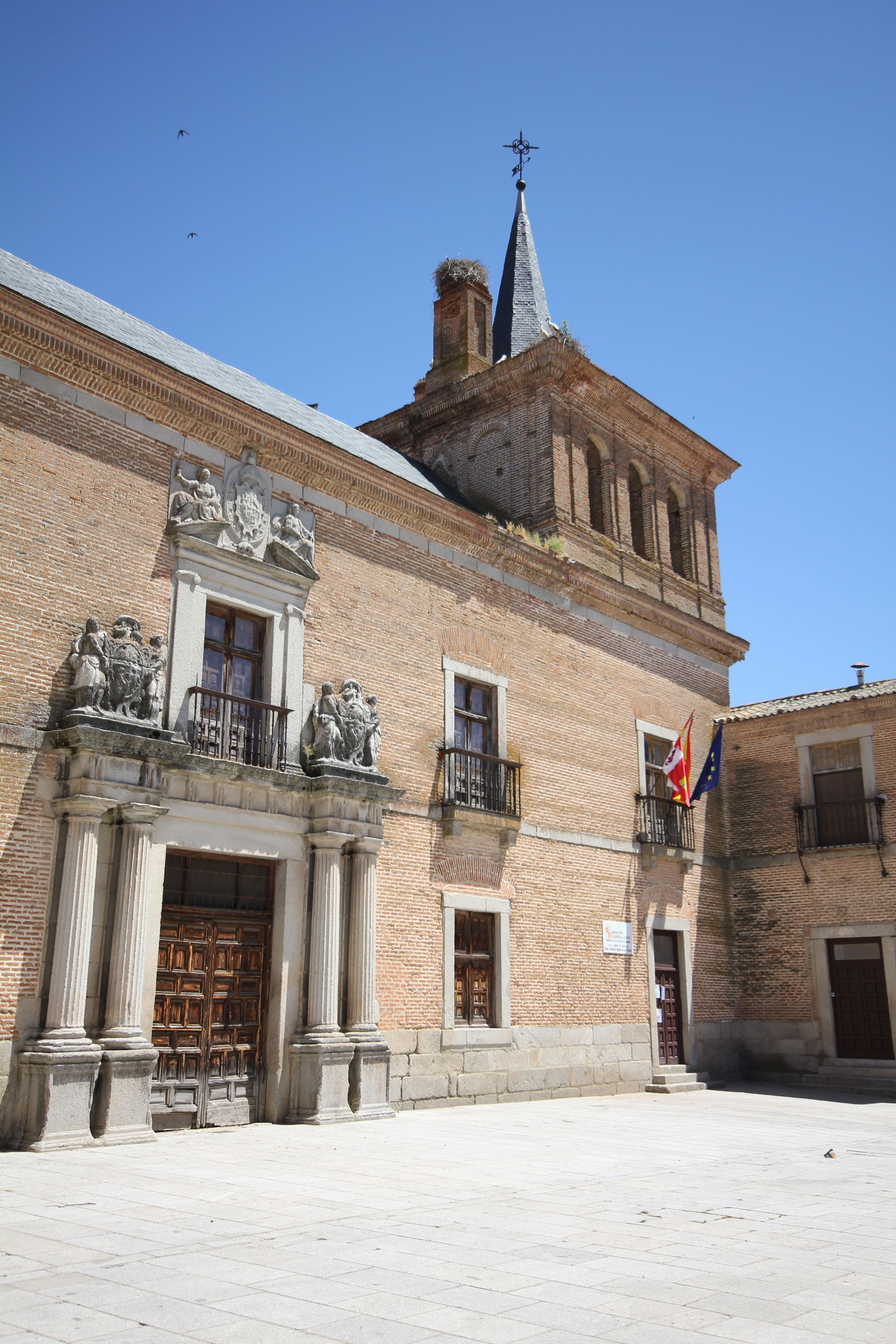
Palast von Kardinal Espinosa
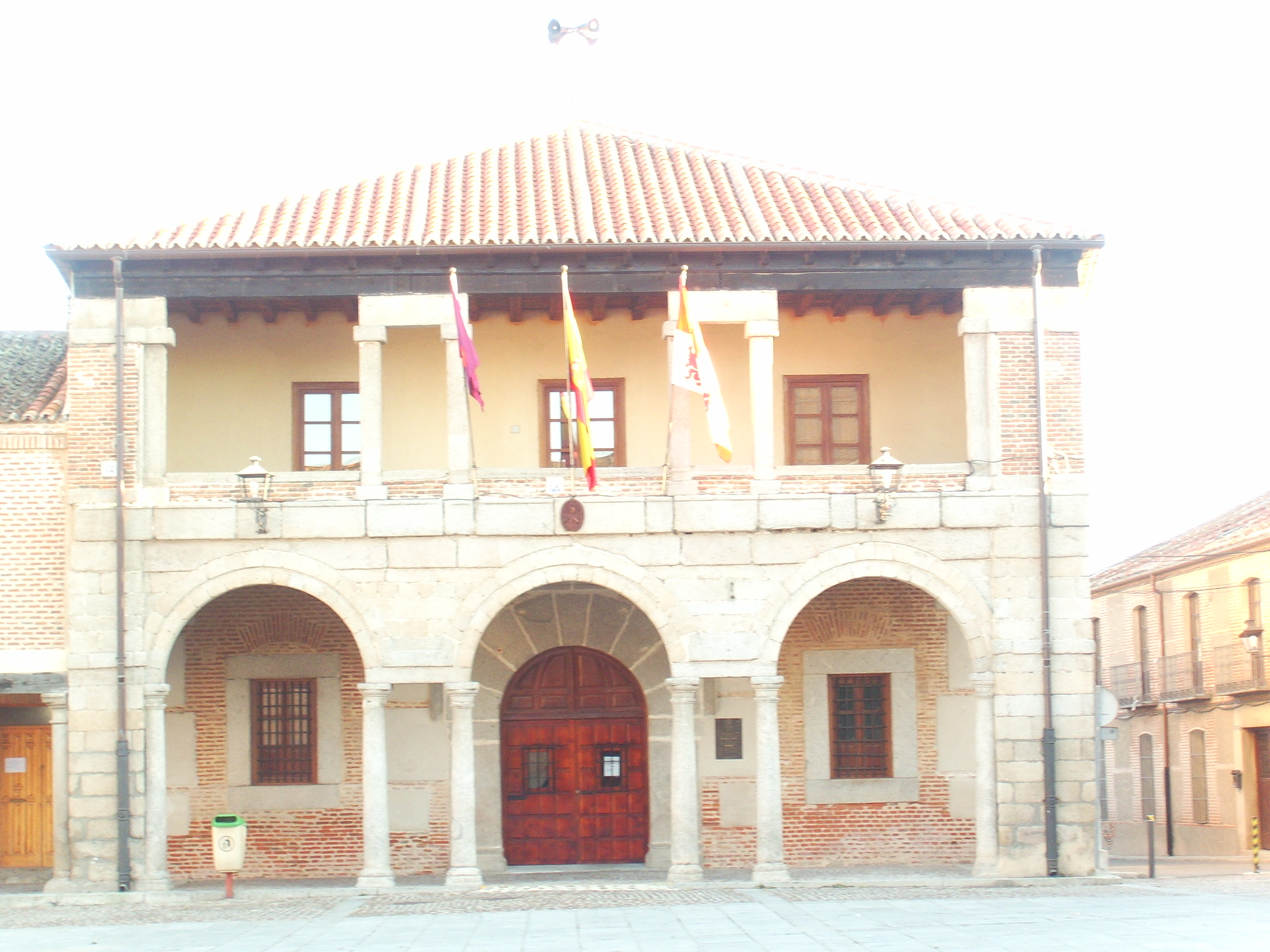
Rathaus

- Kirche Mariä Himmelfahrt
- Palast von Kardinal Espinosa
- Rathaus

## Persönlichkeiten
- Diego de Espinosa Arévalo (1513–1572), Bischof von Sigüenza (1568–1572), Kardinal und Generalinquisitor von Spanien